# Anisodes spatara
Anisodes spatara là một loài bướm đêm trong họ Geometridae.